# Albrecht III. (Habsburg)
Albrecht III., genannt der Reiche auch Albert († 10. Februar 1199) war Graf von Habsburg von 1167 bis 1199 und Vogt von Muri sowie Landgraf im Elsass.
Albrecht folgte 1167 seinem Vater Werner II. von Habsburg als Graf von Habsburg. Er war ein Anhänger des staufischen Kaiserhauses.

## Vorfahren, Gründer des Klosters St. Trudpert
Aufgrund einer zweifach transsumptierten Urkunde vom 21. Februar 902, die im Jahre 1186 durch Albrecht III. ausgestellt wird, bestätigt er die an das Kloster St. Trudpert gemachten Schenkungen seiner Vorfahren, den Grafen Liutfried, Othpert und Lampert. →Etichonen
1168 wird er durch Friedrich I. mit Schloss Burg belehnt.
Gemäß der Urschrift hat Graf Othpert den  hl. Trudpert in seinem Herrschaftsgebiet aufgenommen.

## Ehe und Nachkommen
Er heiratete 1164 Ita von Pfullendorf (* um 1151/52; † vor 1191), die Tochter von Rudolf von Pfullendorf, Nichte von Herzog Welf VII. und Enkelin von Herzog Welf VI. aus dem Hause der Welfen. Ita wird in einer um 1160 im Habsburger Hauskloster in Muri entstandenen Genealogie als filia sororis ducis Welph (Tochter der Schwester des Herzog Welf, gemeint ist Welf VII.) genannt. Durch diese Ehe sind ihr Urenkel König Rudolf I. und alle weiteren Könige und Kaiser aus dem Hause Habsburg cognatisch (in weiblicher Linie) mit den Welfen verwandt. Mit Ita hatte er zwei Kinder:
- Rudolf II., der Gütige
- Ita ⚭ n.n., Graf von Leiningen